# Hypomicrogaster diaphaniae
Hypomicrogaster diaphaniae är en stekelart som först beskrevs av Muesebeck 1958.  Hypomicrogaster diaphaniae ingår i släktet Hypomicrogaster och familjen bracksteklar. Inga underarter finns listade i Catalogue of Life.